# IC 4403
IC 4403 ist eine Balken-Spiralgalaxie vom Hubble-Typ SBab im Sternbild Bärenhüter am Nordsternhimmel.  Sie ist schätzungsweise 194 Millionen Lichtjahre von der Milchstraße entfernt und hat einen Durchmesser von etwa 60.000 Lj. 

Im selben Himmelsareal befindet sich u. a. die Galaxie IC 4409.
Das Objekt wurde am 3. Juli 1896 von Stéphane Javelle entdeckt.